# Pseudochiridium africanum
Espèce
Pseudochiridium africanum est une espèce de pseudoscorpions de la famille des Pseudochiridiidae.

## Distribution
Cette espèce se rencontre en Tanzanie, au Congo-Kinshasa, au Tchad et aux Seychelles.

## Description
Les femelles mesurent de 0,9 à 1,0 mm.

## Étymologie
Son nom d'espèce lui a été donné en référence au lieu de sa découverte, l'Afrique.

## Publication originale
- Beier, 1944 : Über Pseudoscorpioniden aus Ostafrika. Eos, Madrid, vol. 20, p. 173-212 (texte intégral).